# Butterworthing

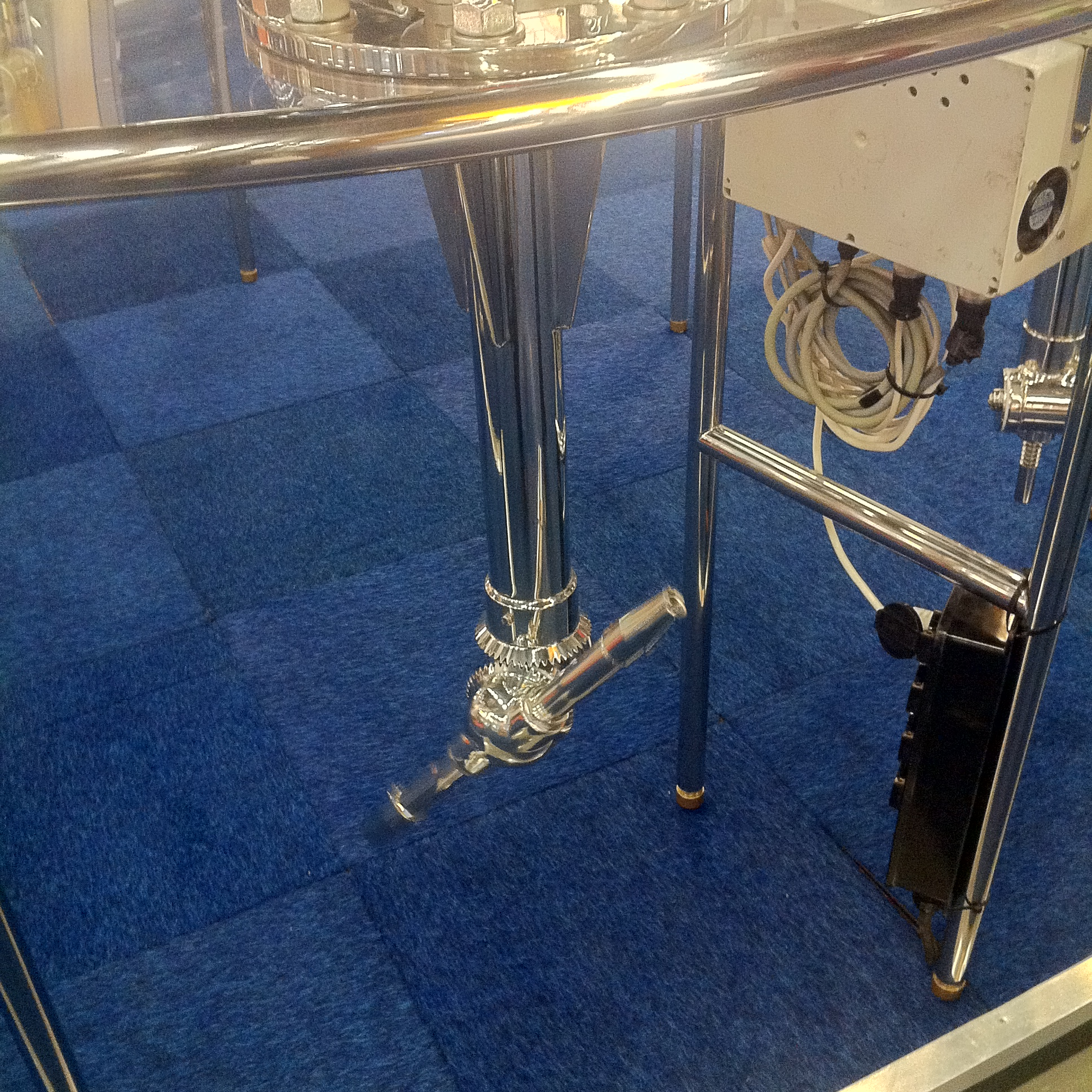
Butterworth nozzle op tentoonstelling Europort 2013

Butterworthing is het reinigen van tanks aan boord van schepen.
Butterworth is een bedrijf dat handelt in machines, die gebruikt worden voor het reinigen van tanks aan boord van schepen. De machines van Butterworth zijn zo bekend geworden dat ze het bekendste merk in de branche zijn geworden. De naam is ondertussen zo vaak gebruikt, dat butterworthing een synoniem is geworden voor het reinigen van tanks.
Het bedrijf Butterworth bestaat al sinds 1925 en is zich sindsdien verder blijven specialiseren. Zo kan het hier zowel gaan om geautomatiseerd als om manueel reinigen. De naambekendheid komt vooral door het geautomatiseerd proces.